# 豪特萬區

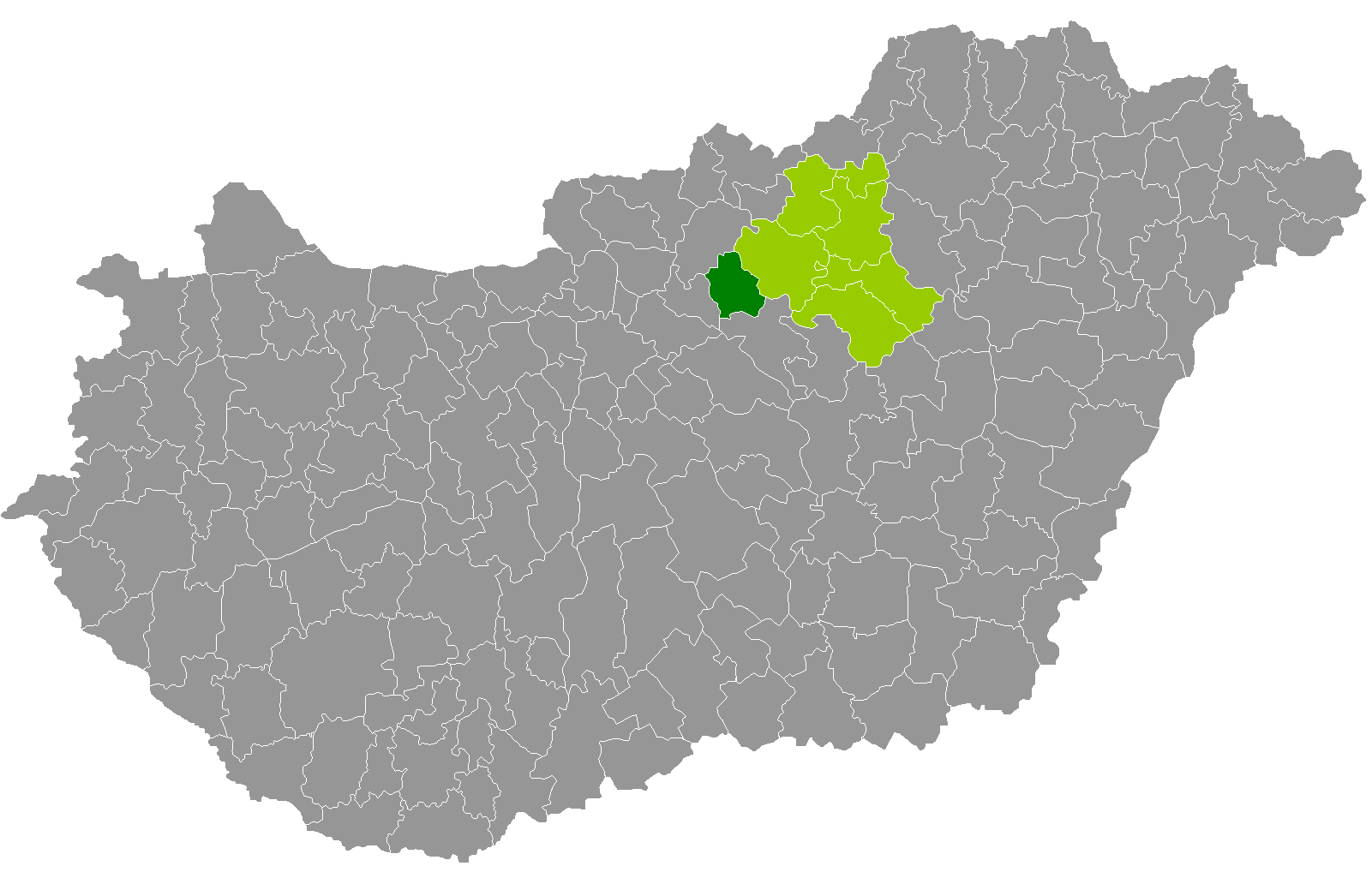

豪特萬區（匈牙利語：Hatvani járás），是匈牙利赫維什州的一個區，位於該國北部，区府設於豪特萬，面積352平方公里，2011年人口51,246，人口密度每平方公里146人。